# The Music of Silence
Pour plus de détails, voir Fiche technique et Distribution.
The Music of Silence (La musica del silenzio) est un film musical italien réalisé par Michael Radford, sorti en 2017, librement inspiré de la vie du chanteur Andrea Bocelli. 

## Synopsis
L'histoire d'Amos Bardi, jeune homme doté d'une magnifique voix et passionné de musique, devenu aveugle à la suite d'un violent coup à la tête. Après de nombreuses opérations ratées, il est contraint de quitter sa famille pour un institut spécialisé où il apprend le braille. Malgré la perte de la vue, il va consacrer sa vie à la musique, notamment en jouant du piano ou en chantant dans un club, avant d'être reconnu auprès d'un grand ténor, puis du grand public. Alors que le sort s'acharne sur lui, les portes du succès lui sont enfin grandes ouvertes. 

## Fiche technique
- Titre original : La musica del silenzio
- Titre français : The Music of Silence
- Réalisation : Michael Radford
- Scénario : Anna Pavignano et Michael Radford
- Direction artistique : Domenico Sica
- Costumes : Paola Marchesin
- Décors : Francesco Frigeri
- Photographie : Stefano Falivene
- Montage : Roberto Missiroli
- Musique : Gabriele Roberto
- Production : Monika Bacardi, Andrea Iervolino, Motaz M. Nabulsi et Roberto Sessa
- Société de production : Picomedia
- Société de distribution (vidéo) :  France AB Groupe
- Pays de production :  Italie
- Genre : Film musical, Film biographique
- Dates de sortie :
  - Italie : 10 septembre 2017
  - France : 9 mai 2018 (DVD)

## Distribution
- Antonio Banderas (VF : Pierre-François Pistorio) : Maestro
- Toby Sebastian : Amos Bardi
- Jordi Mollà (VF : Constantin Pappas) : Sandro
- Luisa Ranieri : Edi
- Alessandro Sperduti : Adriano
- Emanuela Aurizi (VF : Nadine Girard) : Oriana
- Antonella Attili (VF : Martine Irzenski) : signora Giamprini
- Francesca Prandi : Katia
- Francesco Salvi : Ettore
- Mariella Lo Sardo (VF : Marie-Martine) : Zia Olga